# 석문심학
석문심학(石門心学, せきもんしんがく)은 일본의 에도 시대 중기의 사상가 이시다 바이간을 시조로 하는 윤리학의 하나로 평민을 위한 평이하고 실천적인 도덕, 생활철학이다. 다양한 종교, 사상을 섞되 친숙한 사례를 중심으로 알기쉽게 충효신의를 설명했다. 처음엔 도시를 중심으로 확산되었으나 에도시대 후기에는 농민과 사무라이들에게까지 세를 넓혔다. 메이지 시대에 쇠퇴했지만, 오늘날에도 기업윤리로 배우는 경우가 종종 있다.

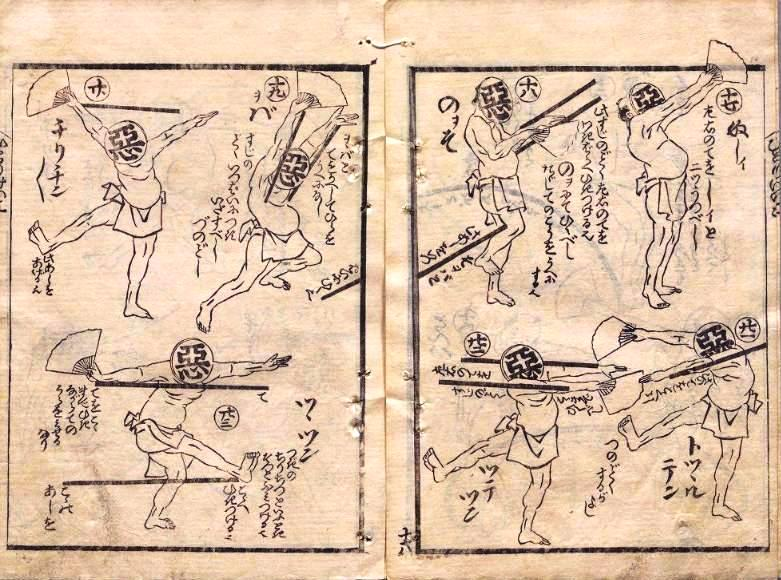
심학으로 가르치는 선악관. 관련한 춤도 만들어졌다. 가쓰시카 호쿠사이 (1815년)

## 개요
도쿠가와 요시무네 시대, 조닌들을 위한 도덕의식이 필요했는데 그 사회적 요구에 맞았던 윤리관이 석문심학이었다. 이 사상은 신토 유교 불교의 합일을 기반으로 하여 천지의 마음으로 돌아가자는 생각을 담고있다. 사심을 없애고 무심의 경지가 되어 인의를 실천한다는 것이 목표이다. 정직을 최고의 덕으로 생각한다.
일반 민중에 道話 (어떻게 원)의 야담과 마음 학자들의 수업 (会輔)의 장이 된 것이 심학 강 사라는 시설이다. 메이 2년 (1765년)에 테 시마堵庵가 다섯 편 건물을 연 것이 처음이다. 전성기에는 전국에 180 여개의 심학 강 사이 있었다.
강 사의 흐름을 이어받은 심학明誠舎이 메이지 이후에도 오사카를 중심으로 활동하고있다 외에 기업의 사회적 책임 (CSR) 등 현대의 기업 윤리의 선구 파악 해설 연구서 이 간행되고있다.

## 이름의 유래
이시다梅岩문하의 테 시마堵庵 가 대성 한 것으로 당초 「테 시마 대학 "이라고했지만, 마쓰다이라 사다 노부가 테 시마의 제자 · 나카자와道二 의 길 이야기를 '마음 공부"고 말했다에서 "심학 "라고 불리게되었다 . 그러나 양명학에도 '심학'라는 용어를 사용하기로 혼동을 피하기 위해 "석문 심학"이라고 했지만 어느덧 생략되어 '심학'가 일반적인 호칭이 되었다 .

## 주요 마음 학자
- 이시다梅岩 (이시다梅岩)
- 테 시마堵庵 (테 지마와 앙)
- 후세松翁 (후세松翁) - 테 시마의 제자
- 나카자와道二 (나카자와 어떻게하게) - 테 시마의 제자
- 나카무라習輔 (나카무라修介) - 테 시마의 제자
- 上河淇水 (카미카와其水)
- 시바타鳩翁 (시바타鳩翁) - 나카자와의 손자 제자

## 주요 심학 강 사

### 교토
- 오 락 사
- 수정 사
- 때習舎
- 명륜 사
- 공경 사

### 오사카
- 明誠舎

### 에도
- 참 전에 사

### 효고
- 중립 건물

## 같이 보기
- 통속적 도덕
- 민중 사상사
- 니노미야 손 토쿠
- 오하라幽学
- 食行身禄
- 천재 (만담) - 심학의 선생님 인 '紅羅坊奈丸"가 민감한 사람을 설득.

## 참고 문헌
- 이시카와 켄 「석문 심학 역사의 연구」 이와 나미 서점, 1938년
- 이시카와謙校注" 일본 사상 대계 42 석문 심학"이와 나미 서점, 1971년
- 히라 마사히코 「기업 윤리 란 무엇인가 ~ 이시다梅岩배우는 CSR의 정신 " PHP 신서, 2005년 ISBN 978-4-569-64214-7
- 이마이 쥰, 야마모토眞功 편 「석문 심학의 사상 ' 펠리칸 사의 2006년 ISBN 978-4-8315-1130-0
- 모리타 켄지 「석문 심학과 현대 - 사상 사학에서의 근접 - " 야치 출판, 2012년 ISBN 978-4-8429-1576-0